# Teudis tensus
Teudis tensus là một loài nhện trong họ Anyphaenidae.
Loài này thuộc chi Teudis. Teudis tensus được Eugen von Keyserling miêu tả năm 1891.